# Sant Romà de Tavèrnoles
Sant Romà de Tavèrnoles és un despoblat al terme municipal de Llavorsí, a la comarca del Pallars Sobirà. És al sud del terme municipal, en els vessants orientals de la Pica de l'Àliga, enlairat a 1.208 m i dominant la riba dreta de la Noguera Pallaresa. Tot i que el 2011 hi havia un habitant censat, actualment cal considerar-lo despoblat, atès que no hi viu ningú i les cases són totes en ruïnes.
El poble tenia l'església de Sant Quirze de Sant Romà de Tavèrnoles, amb campanar d'espadanya, avui dia mig enrunat. A part de l'església, formaven el poble les cases de Ca l'Andreu, Cal Batlle, Cal Blasi i Cal Malló. Als afores del poble hi havia l'antiga abadia benedictina del monestir de Sant Pere de Vellànega ja esmentada l'any 969 i de la qual avui queden ben poques restes, a les Bordes de Vellànega.
El poble pren el nom de l'antiga parròquia, advocada a sant Romà; la segona part, Tavèrnoles, és un mot d'origen romànic, del llatí tabernulas (botiguetes). Malgrat l'actual migradesa del poble, la memòria popular del país conserva el nom de fins a tretze cases, la majoria de les quals avui dia [2012) són enrunades. Estaven disposades de forma longitudinal en un coster arrecerat del vent del nord. Les cases del poble eren: Casa Andreu, Casa Batlle, Casa Blasi, Casa Curiós, Casa Felip, Casa Forn, Casa Jepó, Casa Malet, Casa Malló, La Rectoria, Casa Sabiel, Casa Sèrio i Casa Toni.
Pascual Madoz dedica un article del seu Diccionario geográfico... a San Romá de Tabernoles. Hi diu que és una localitat del districte municipal de Llavorsí, situada en el vessant d'una muntanya molt alta, amb clima molt fred. Tenia en aquell moment 9 cases i l'església de Sant Quirze, annexa de la parròquia de Rodés. El territori és fluix, pedregós i muntanyós. S'hi collia sègol, patates i herba. Hi havia bestiar de tota mena, especialment vacum i cacera de llebres i de perdius. Comptava amb 6 veïns (caps de casa) i 26 ànimes (habitants).